# سیارک ۳۵۶۱
سیارک ۳۵۶۱ (به انگلیسی: 3561 Devine، نامگذاری:1983HO) سه هزار و پانصد و شصت و یکمین سیارک کشف شده‌است که در ۱۸ آوریل ۱۹۸۳ کشف شد.
قدر مطلق سیارک برابر ۱۰٫۷۰ است.